# Coldenia procumbens
Coldenia es un género monotípico de plantas con flores perteneciente a la familia Boraginaceae. Su única especie: Coldenia procumbens, es originaria de Asia y se distribuye por India, Sind, Sri Lanka, África, Australia y América.

## Descripción
Es una hierba ramificada procumbentes. Los brotes jóvenes sedoso-pubescentes. Las ramas de hasta 35 cm o más de largo. Hojas de 10-30 x 5-15 mm, obovadas a oblongo, pinnatífidas subobtusas; lóbulos peludos, sobre todo en la superficie inferior. Pecíolo de 3-7 mm de largo, abolladura cabelluda. Flores solitarias. Cáliz ± 2.3 mm de largo, lóbulos 4, oval estrechos, de 2 mm de largo cabelludos. Corola ± tamaño del cáliz, con 4 lóbulos, lóbulos obtusos, de 1,2 mm de largo. Estambres 4 subsésiles; anteras de 0,4 mm de largo. El fruto es una drupa con (3 -) 4 lóbulos, ± piramidal, 2,5 x 3-3,5 mm.

## Taxonomía
Coldenia procumbens fue descrita por Carlos Linneo  y publicado en Species Plantarum 1: 125. 1753.
Sinonimia
- Coldenia angolensis Welw.